# Автономный университет штата Нуэво Леон
Автономный университет штата Нуэво-Леон (исп. Universidad Autónoma de Nuevo León, UANL) — государственный университет, расположенный в Сан-Николас-де-лос-Гарса, пригороде г. Монтеррей, столицы штата Нуэво-Леон в Мексике.
Считается третьим среди университетов Мексики по количеству обучающихся студентов и первым вузом в Северо-Восточной Мексике, который предлагает самое большое количество академических программ. Самый старый университет штата Нуэво-Леон.
Один из лучших государственных университетов в Мексике и Латинской Америке, занял 4-е место по опросам организации Ranki в списке лучших университетов Мексики 2014 года и 1-е место как один из 10 наиболее признанных университетов в Мексике по версии QS World University Rankings.

## История
История университета восходит к 1859 году, когда была создана Гражданская академия (Colegio Civil). Это учреждение включало подготовку специалистов по праву и медицине, а также подготовительную школу.
Датой основания Автономного университета штата считается 25 сентября 1933 года, когда конгресс штата Нуэво-Леон принял решение о его формировании.

## Структура
Университет имеет семь кампусов по всему штату:
- Университетский городок (Ciudad Universitaria) в Сан-Николас-де-лос-Гарса, в котором размещается 13 факультетов на 43 150 студентов, стадион на открытом воздухе, 2 основные библиотеки, компьютерные лаборатории, кафетерий и главный книжный магазин.
- В Кампусе сельского хозяйства и животноводства в Эскобадо находятся факультеты агрономии, ветеринарной медицины, центр исследований и разработок в области пищевых наук (CIDIA) и центр развития бизнеса.
- Кампус медицинского университета в Монтеррей, где обучаются стоматологии, медицине, сестринскому делу, психологии, общественному здравоохранению и питанию. Здесь же имеется Университетская больница и медицинская клиника для персонала.
- Кампус школы агрономического факультета в Марин.
- Кампус в Монтеррей, где обучаются на факультетах экономики, коммуникаций, музыки, политических наук и изобразительных искусств, имеется университетский театр, государственный филиал Ассоциации торговых центров мира и двуязычный учебный исследовательский центр (CIDEB). * Кампус в Линаресе, в котором размещаются изучают естествознание, лесное хозяйство, а также филиалы факультетов бухгалтерского дела и делового администрирования.
- Кампус факультетов права и делового администрирования в Сабинах Идальго.